# Катастрофа на авіашоу «Шорхем»

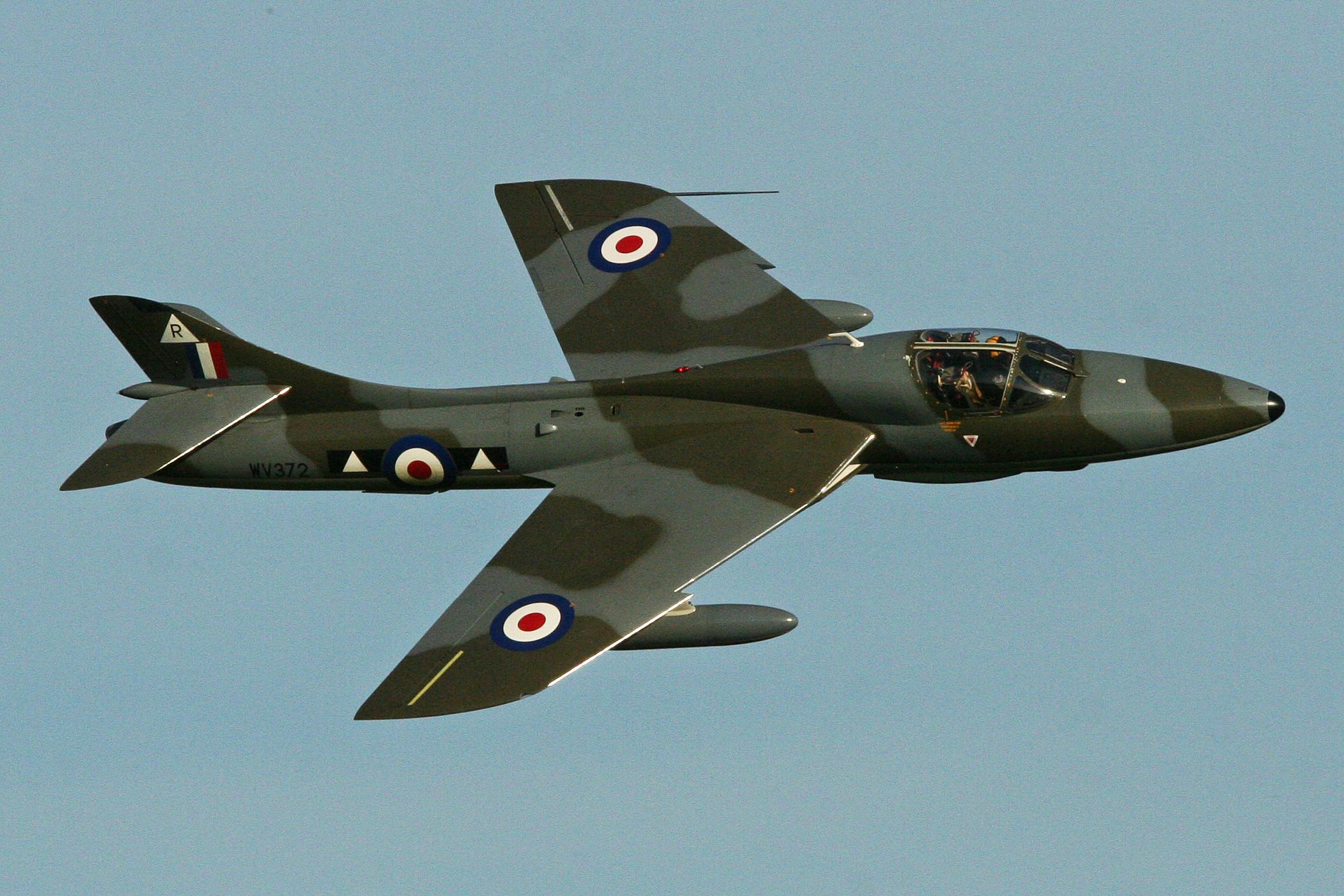
Hawker Hunter, 2013

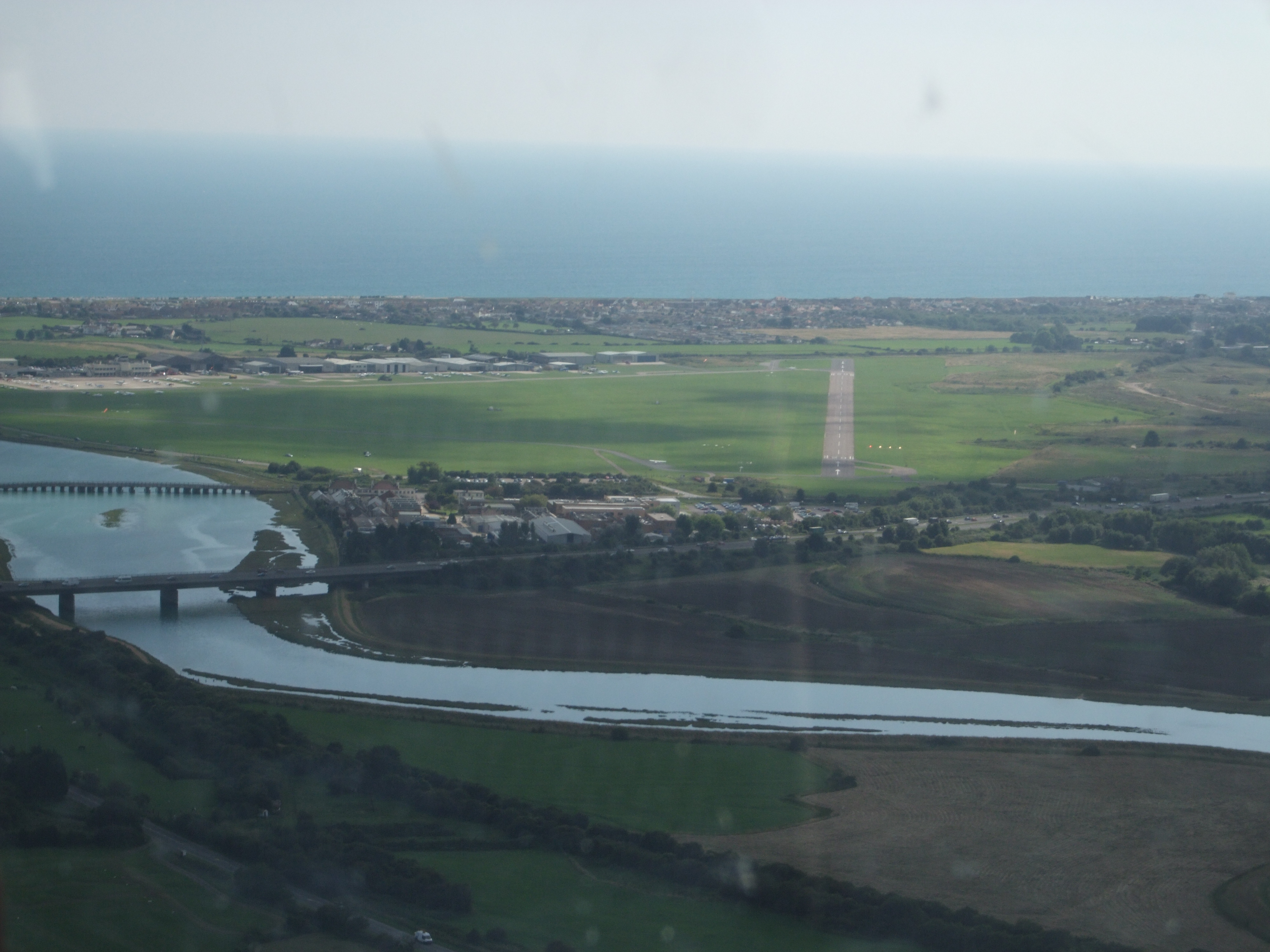
Дорога, на яку впав літак (проходить в середині знімка по горизонталі)

Катастрофа на авіашоу «Шорхем» — 22 серпня 2015 року реактивний літак Hawker Hunter Т7 (бортовий номер G-BXFI/WV372, серійний номер 41H-670815) упав на автостраду і врізався в кілька автомобілів під час демонстрації фігур вищого пілотажу на авіашоу «Шорхем» у Шорхем-бай-Сі (Англія), що призвело до загибелі 11 людей і поранення 16. Четверо були госпіталізовані, серед них пілот, який знаходився у критичному стані. У вересні його було виписано з лікарні. На 19 квітня 2018 року призначено початок судового процесу над пілотом у Вестмінстерському суді Лондона.
Катастрофа сталася приблизно о 13:20 BST (12:20 UTC), коли літак не зміг вийти з мертвої петлі і розбився на дорозі А27 на північ від аеропорту, вибухнувши при падінні і зачепивши кілька автомобілів.
Катастрофа стала найсмертоноснішою на авіашоу у Великій Британії з 1952 року, коли на  авіашоу «Фарнборо» загинула 31 людина.